# Nhạc Phạm Duy
Đây là danh sách các sáng tác của nhạc sĩ Phạm Duy được lấy từ trang web chính thức của nhạc sĩ. Các bài hát được xếp theo thứ tự thời gian do chính Phạm Duy phân loại. Danh sách bao gồm cả những ca khúc nước ngoài được Phạm Duy viết lời Việt.

### Bước đầu
- Sáng tác đầu tay: Cô hái mơ
- Nhạc hùng, từ tráng sĩ tới chiến sĩ: Gươm tráng sĩ, Chinh phụ ca, Xuất quân, Thu chiến trường, Chiến sĩ vô danh, Nợ xương máu
- Nhạc tình đầu mùa kháng chiến: Cây đàn bỏ quên, Khối tình Trương Chi, Tình kỹ nữ
- Một bài ca xã hội: Tiếng bước trên đường khuya

### Toàn quốc kháng chiến
- Thanh niên ca: Nhạc tuổi xanh, Về đồng hoang (Về đồng quê), Đường về quê, Thanh niên ca, Thanh niên quyết tiến, Đoàn quân văn hoá
- Quân ca: Khởi hành, Thiếu sinh quân, Quân y ca, Một viên đạn là một quân thù, Dân quân du kích, Ngọn trào quay súng, Việt Bắc, Thiếu sinh quân, Đường Lạng Sơn, Bông lau rừng xanh pha máu
- Nhạc tình trong kháng chiến: Bên cầu biên giới, Tiếng đàn tôi, Đêm xuân, Chú Cuội
- Một bài hát đoạn tình: Cành hoa trắng

### Dân ca mới - Phần 1
- Sự vinh quang: Nhớ người thương binh, Dặn dò, Ru con, Mùa đông chiến sĩ, Nhớ người ra đi, Bên ni bên tê, Tiếng hát trên sông Lô, Nương chiều

### Dân ca mới - Phần 2
- Sự đau khổ: Quê nghèo, Bà mẹ Gio Linh, Về miền Trung, Mười hai lời ru
- Những bài hát cuối cùng trong kháng chiến: Gánh lúa, Đường ra biên ải

### Tình tự với quê hương, dân tộc
- Tình ca quê hương: Tình hoài hương, Tình ca
- Tình tự dân tộc: Bà mẹ quê, Vợ chồng quê, Em bé quê

### Cuộc lữ hành
- Lên đường viễn du, viễn xứ: Thuyền viễn xứ, Viễn du
- Lên đường trong tâm tưởng: Lữ hành

### Phát triển dân ca
- Dân Ca - Tình cảm - Xã hội: Nụ tầm xuân, Đố ai, Hẹn hò, Ngày trở về, Người về, Tiếng hò miền nam, Thi đua chăm học, Tình nghèo, Hò lơ, Phố buồn

### Tiếp tục nhạc tình
- Nhạc tình cảm tính: Tìm nhau, Thương tình ca, Ngày đó chúng mình, Kiếp nào có yêu nhau, Đừng xa nhau, Mưa rơi, Đường em đi, Mộng du, Nếu một mai em sẽ qua đời, Còn gì nữa đâu

### Tình yêu - Sự đau khổ - Cái chết
nước mắt rơi, Đường chiều lá rụng, Tạ ơn đời, Một bàn tay

### Bổn phận công dân
Chào mừng Việt Nam, Chim lồng
- Một bài bé ca: Một đàn chim nhỏ

### Ca hát bốn mùa
Hoa xuân, Xuân thì, Xuân nồng, Tơ tình (Tình ca mùa thu), Dạ lai hương, Chiều về trên sông

### Tiếp tục đi - Tiếp tục yêu
- Tiếp tục lữ hành: Xuân hành, Những bàn chân, Xuân ca, Bài ca sao, Bài ca trăng
- Tiếp tục nhạc tình: Cho nhau, Ngày em hai mươi tuổi, Tôi đang mơ giấc mộng dài

### Trường ca
- Con đường cái quan: Anh đi trên đường cái quan - Tôi đi từ ải Nam Quan - Đồng Đăng có phố Kỳ Lừa - Người về miền xuôi - Này người ơi - Tôi đi từ lúc trăng tơ - Ai đi trong gió trong sương - Ai vô xứ Huế thì vô - Ai đi trên dặm đường trường - Nước non ngàn dặm ra đi - Gió đưa cành trúc la đà - Tôi xa quê nghèo ruộng nghèo - Anh đi đường vắng đường xa - Nhờ gió đưa về - Đi đâu cho thiếp theo cùng - Đèn cao Châu Đốc gió độc Gò Công - Cửu Long Giang/Về miền Nam - Giã ơn cái cối cái chầy/Về miền Nam - Đường đi đã tới
- Mẹ Việt Nam: Mẹ ta, Mẹ xinh đẹp - Mẹ chờ mong/Lúa mẹ - Mẹ đón cha về - Mẹ hỏi/Mẹ bỏ cuộc chơi - Mẹ trong lòng người đi - Mẹ trả lời/Mẹ hóa đá - Muốn về quê mẹ, Sông còn mải mê - Sông vùi chôn mẹ - Sông không đường về - Những dòng sông chia rẽ - Mẹ trùng dương - Biển Đông sóng gợn - Thênh thang thuyền về - Chớp bể mưa nguồn - Phù sa lớp lớp - Mẹ Việt Nam ơi/Việt Nam, Việt Nam

### Phục hồi dân ca
- Dân ca miền xuôi: Lý cây đa, Qua cầu gió bay, Cây trúc xinh, Se chỉ luồn kim, Lý chim khuyên, Lý che hường, Hái hoa, Nước chảy bon bon
- Dân ca miền núi: Ngày mùa, Chiêng trống cồng, Một mẹ trăm con, Hát đôi, Về đồng bằng, xuân trên buôn, Mẹ gọi con, Anh mau về
- Một bài dân ca nữa: Anh hỡi anh cứ về

### Tâm ca
Tôi còn yêu tôi cứ yêu, Tôi ước mơ, Tiếng hát to, Ngồi gần nhau, Giọt mưa trên lá, Để lại cho em, Một cành củi khô, Kẻ thù ta, Ru người hấp hối, Tôi bảo tôi mãi mà tôi không nghe, Hát với tôi, Những gì sẽ đem theo về cõi chết

### Cho người trong cuộc chiến
Huyền sử ca một người mang tên Quốc, Cùng nhau xây ấp mới, Khoác áo màu đen, Hát hay không bằng hay hát, Bát cơm bát mồ hôi bát máu, Chiến sĩ gương mẫu

### Tâm phẫn ca
Tôi không phải là gỗ đá, Nhân danh, Bi hài kịch, Đi vào quê hương, Người lính trẻ, Chuyện hai người lính, Bà mẹ phù sa

### Phong trào du ca
Trả lại tôi tuổi trẻ, Du ca mùa xuân

### Cho cuộc đời
Một ngày một đời, Cung chúc Việt Nam, Những điều tôi biết trong đời tôi, Kể chuyện đi xa, Dạ hành

### Cho cuộc tình
- Tình ca một mình: Nghìn trùng xa cách, Trả lại em yêu, Con đường tình ta đi, Nha Trang ngày về, Cỏ hồng, Tóc mai sợi vắn sợi dài, Mùa thu chết, Đừng bỏ em một mình, Giết người trong mộng, Nước mắt mùa thu

### Tình ca mùa hạ
Phượng yêu, Ngày tháng hạ, Hạ hồng, Gió thoảng đêm hè

### Cho quê hương
- Thương ca chiến trường: Kỷ vật cho em, Khi tôi về, Tình khúc trên chiến trường tồi tệ, Thầm gọi tên nhau trên chiến trường tồi tệ, Tưởng như còn người yêu, Áo anh sứt chỉ đường tà
- Chiến ca: Điệp khúc trần thế vinh, Mười hai tháng anh đi, Chiến ca mùa hè

### Đạo ca
Pháp thân - Đại nguyện - Chàng dũng sĩ và con ngựa vàng - Quán thế âm - Một cành mai - Lời ru, bú mớm, nâng niu - Qua suối mây hồng - Giọt chuông cam lộ - Chắp tay hoa - Tâm xuân

### Cho xã hội 1965
- Vỉa hè ca: Sức mấy mà buồn, Nghèo mà không ham, Ô kê Sa Lem, Ô kê nước mắm.

### Cho thiếu nhi
- Bé ca: Ông trăng xuống chơi, Chú bé bắt được con công, Thằng Bờm, Bé bắt dế, Đưa bé đến trường, Đốt lá trên sân, Bé cây đàn ngôi nhà xanh đồi cỏ, Trong tiếng đàn của anh trong tiếng cười của em, Một con chim nhỏ trên cành yêu thương

### Cho tuổi ô mai
- Nữ ca: Tuổi mộng mơ, Tuổi ngọc, Tuổi hồng, Tuổi thần tiên, Tuổi sợ ma, Tuổi xuân, Tuổi vu vơ (Tuổi ngu ngơ), Tuổi bâng khuâng, Tuổi biết buồn, Ngày em hai mươi tuổi

### Cho hòa bình trong lòng người
- Bình ca: Bình ca một, Sống sót trở về, Dường như là hoà bình, Xin tình yêu giáng sinh, Xuân hiền, Ru mẹ, Lời chào bình yên, Giã từ ác mộng (Địa đàng tìm thấy), Chúa hoà bình, Ngày sẽ tới

### Mùa xuân 1975
- Những bài hát cuối cùng trên đất nước: Trên đồi xuân, Mừng xuân, Tình hờ, Yêu là chết ở trong lòng, Ta yêu em lầm lỡ, Nửa đoạn tình buồn, Những cuộc tình tan vỡ, Yêu tinh tình nữ, Chỉ chừng đó thôi, Con chim nhỏ trên cành yêu đương.

### Tị nạn ca - Phần 1
- Những bài hát tuyên ngôn: Ta chống cộng hay ta trốn cộng, Tháng tư đen, Người Việt cao quý, Có phải tôi là người quê hương ruồng bỏ giống nòi khinh?
- Chủ đề quê hương: Nguyên vẹn hình hài, 1954 cha bỏ quê 1975 con bỏ nước, Bên bờ sông Seine ta ngồi ta khóc, Tiếng thời xưa, Thương nhớ Sài Gòn, Quê hương còn đó niềm vui, Giấc mơ khủng khiếp
- Chủ đề chia ly: Thư em đến, Ở Bên nhà em không còn đứng đợi chờ anh, Lấp biển vá trời

### Tị nạn ca - Phần 2
Ra với thế giới: Hát trên đường tạm dung, Ta là gió muôn phương, Bây giờ các ngài đâu
- Chủ đề vượt biển: Hát trên đường vượt biển, Biển máu
- Chủ đề phụ nữ: Giải thoát cho em, Trả lại chồng tôi, Lời người thiếu phụ Việt Nam, Người con gái Việt rời xa tổ quốc, Xin em giữ dùm anh

### Tị nạn ca - Phần 3
- Bài hát tâm tình: Chỉ còn nhau, Nghìn năm vẫn chưa quên, giờ thì em yêu, Con dế hát rong, Như là lòng tôi, Dấu chân trên tuyết, Tình nhân loại nghĩa đồng bào
- Hát cho mọi người: Hát cho người ở lại

### Ngục ca - Hoàng Cầm ca
- Ngục ca: Từ vượn lên người từ người xuống vượn, Đảng đầy tôi, Ngày 19 tháng 5, Xưa Lý Bạch, Những thiếu nhi điển hình chế độ, Tôi có thể hay là vô địch, Chuyện vĩ đại bi ai, Thấy ngay thủ phạm, Nước Đổng Trác Điêu Thuyền, Sẽ có một ngày, Cái lầm to thế kỷ, Đôi mắt Trương Chi, Vì ấu trĩ, Tia chớp này vĩ đại, Ôi mảnh đất hình hài chữ S, Đất nước tôi, Xin hãy giữ màu trong trắng, Biết đến bao giờ lời thơ của tôi, Trong bóng đêm, Thời đại Hồ Chí Minh
- Hoàng Cầm ca: Tình cầm, Lá diêu bông, Qua vườn ổi, Cỗ bài tam cúc, Đạp lùi tinh tú, Trăm năm như một chiều
- Những bài ca tị nạn cuối cùng: Tình thu, Rồi đây anh sẽ đưa em về nhà, Bài ca dân chủ, Thông Điệp Máu, Bài Tử Sĩ Cho Người Quê Tôi

### Bầy chim bỏ xứ
Bầy chim buồn bã - Chim quyên từ độ bỏ thôn Đoài - Bầy chim nhỏ bé - Con chích choè, Con chào mào - Chim bay từ đồng lúa phương nam - Một đôi phượng quý - Trên cành vàng, Con hoàng khuyên - Bầy chim hoài xứ - Én bay thấp, Én bay cao - Bầy chim một nhà - Lên rừng ba mươi Sáu thứ chim - Bầy chim nghìn xứ - Én bay dọc, Én bay ngang - Bầy chim một tổ - Bầy chim tỉnh giấc - Bầy chim huyền sử - Bầy chim hồi xứ - Chim quyên về đậu ở thôn Đoài

### Rong ca
Người tình già trên đầu non - Hẹn em năm 2000 - Mẹ năm 2000 - Mộ phần thế kỷ - Ngụ ngôn mùa xuân - Nắng chiều rực rỡ - Bài hát nghìn thu - Trăng già - Ngựa hồng - Rong khúc

### Thiền ca
Thinh không - Võng - Thế thôi - Không tên - Chiều - Xuân - Người tình - Răn - Thiên đường địa ngục - Nhân quả

### Trường ca Hàn Mặc Tử
- Phần 1 Tình quê: Tình quê - Đây thôn Vỹ Dạ - Đà Lạt trăng mờ
- Phần 2 Trăng sao: Trăng sao rớt rụng - Hồn là ai - Trút linh hồn
- Phần 3 Ave Maria: Lạy bà là đấng tinh truyền thánh vẹn - Ôi sứ thần thiên chúa Gabriel - Phượng Trì ôi Phượng Trì

### Thơ phổ nhạc

#### Thi sĩ thời trước
- Nguyễn Bính: Cô hái mơ
- Lưu Trọng Lư: Tiếng thu, Vần thơ sầu rụng, Hoa rụng ven sông, Thú đau thương
- Thế Lữ: Tiếng sáo Thiên Thai
- Huy Cận: Ngậm ngùi
- Xuân Diệu: Mộ khúc
- Bích Khê: Tỳ bà và những bài trong "Dị khúc Bích Khuê"
- Đoàn Phú Tứ: Màu thời gian
- Hàn Mạc Tử: Trường ca Hàn Mạc Tử
- Nguyễn Du: Minh họa Kiều

#### Thi sĩ thời sau
- Cung Trầm Tưởng: Mùa thu Paris, Tiễn em, Kiếp sau, Khoác kín (Phạm Duy đổi thành Chiều đông), Bên ni bên nớ, Về đây
- Phạm Thiên Thư: Ngày xưa Hoàng Thị, Em lễ chùa này, Đưa em tìm động hoa vàng, Gọi em là đóa hoa sầu, Huyền thoại trên một vùng biển
- Nguyễn Tất Nhiên: Thà là giọt mưa, Cô Bắc kỳ nho nhỏ, Anh vái trời, Hai năm tình lận đận, Em hiền như Masoeur, Hãy yêu chàng

#### Các thi sĩ khác
- Lê Minh Ngọc: Tâm sự gửi về đâu
- Nhất Tuấn: Con quỳ lạy chúa trên trời
- Bình Nguyên Lộc: Quán bên đường
- Đỗ Quý Toàn: Mùa xuân yêu em
- Cung Vũ: Từ dạo ta buồn
- Vũ Hữu Định: Còn chút gì để nhớ
- Nguyễn Tiến Cung: Rừng U Minh ta không thấy em
- Paul Verlaine: Thu ca điệu ru đơn
- Nguyễn Long: Anh yêu em vào cõi chết
- Du Tử Lê: Tình sầu, Kiếp sau xin giữ lại đời cho nhau
- Thanh Lan: Khúc lan sầu
- Kim Cương: Chiếc Bóng Bên Đường
- Phạm Văn Bình: Chuyện tình buồn
- Nguyễn Xuân Quang: Mây trôi trôi hết một đời
- Nguyên Sa: Vết sâu
- Phùng Quán: Lời mẹ dặn
- Đào Tiến Luyện: Hoa Thông Thiên
- Quang Dũng: Tây tiến
- Lưu Trọng Văn: Về thôi
- Huyền Chi: Thuyền viễn xứ[1]

### Nhạc cảnh
Chức Nữ về trời, Tấm Cám
Người đẹp trong tranh
Thằng bờm
Thị Mầu lên chùa
Trên đồi xuân
Chum vàng
Mối tình sơn nữ
Ba cô lên chùa

## Các sáng tác về sau
Một số sáng tác gần đây của nhạc sĩ Phạm Duy chưa có trong danh sách trên:
- Minh họa Kiều: Gồm 4 CD minh họa lại Truyện Kiều của Nguyễn Du.
Minh họa Kiều 1: Rằng năm Gia tĩnh triều Minh, Ngày xuân con én đưa thoi, Thanh minh trong tiết thang ba, Ngổn ngang gò đống kéo lên, Sè sè nắm đất bên đường, Đau đớn thay phận đàn bà, Một vùng cỏ ấy ác tà, Dễ hay tình lại gặp tình, Gốc cây lại vạch một bài cỏ thi, Dùng dẳng nửa ở nửa về, Chàng Vân quen mặt ra chào, Tình trong như đã mặt ngoài còn e
Minh họa Kiều 2: Người đâu gặp gỡ, Lơ thơ tơ liễu, Cách tường một buổi, Biết đâu hợp phố, Đá biết tuổi vàng, Hán Sở tranh hùng, Tư mã phượng cầu, Này khúc kê khang, Chiêu Quân, Càng tỏ hương nồng, Trăng thề còn đó
Minh họa Kiều 3: Cơn gia biến, Tấm lòng Kiều, Đã bén tay phàm, Tú bà (Vào thanh lâu), Trước lầu Ngưng Bích
Minh họa Kiều 4: Kiều gặp Từ Hải...
- Nhục tình ca: Tình tự ca, Người yêu trong cánh tay, Người tình bên gối, Thần ái tình, Nô lệ ái tình, Đêm hôm đó, Tình điên, Biết yêu đương
- Hương ca: Trăm năm bến cũ, Vô thường, Tắm sông trăng, Ngày xưa một chuyện tình buồn, Ngựa biển, Hương rừng, Mơ dạo xuân Hà Nội, Chiếc kẹp tóc thơm tho, Lời mẹ dặn, Tây tiến.
- Dị khúc Bích Khê: CD phát hành cuối năm 2011, gồm 10 ca khúc phổ từ thơ Bích Khê, gồm Tỳ Bà (sáng tác năm 1949), và 9 ca khúc sáng tác trong vòng hai năm 2010-2011: Nghê thường, Tranh lõa thể, Tôi chết rồi tiếng nói như châu, Sầu lãng tử, Khúc hoàng hoa, Thi vị, Một cõi trời, Mơ tiên, Huế đa tình [2][3][4]
- Và một số ca khúc khác.

## Lời Việt Phạm Duy
Ngoài các sáng tác trên, Phạm Duy còn viết lời Việt cho nhiều ca khúc ngoại quốc.

### Nhạc bán cổ điển phương Tây
Khúc hát thanh xuân, Chiều tà, Vũ nữ thân gầy, Dạ khúc, Dòng sông xanh, Trở về mái nhà xưa, Mối tình xa xưa, Sầu, Hắt hiu, Khúc ca ly biệt, Mơ mộng, Bi ca, Chủ nhật buồn, Tình vui, Ave Maria (Schubert) (Dâng Mẹ Maria) (của Schubert), Ave Maria (Cầu xin Maria) (của Gounod)

### Dân ca thế giới
Hoa đào ca, Nhớ thương (Arirang), Bài ca cấy lúa (Philippines), Nàng đi xem hội, Vai áo màu xanh, Clementine, Tôi như đứa bé không mẹ, Chúa thương America, America tuyệt vời, Phép đến bên tôi, Chú bé đánh trống, Đêm âm thầm, Chúc mừng năm mới, Về đây đất mới

### Nhạc Pop Mỹ 1965-1970
Lắng tai nghe, Vòng tay nữ sinh, Hai khía cạnh cuộc đời, Hè 42, Chuyện tình, Hỡi người tình Lara, Người yêu nếu ra đi, Cho đến khi lìa nhau, Không cần nói yêu, Những mùa nắng đẹp, Chủ nhật tươi hồng, Đã trót yêu anh

### Nhạc Pop Pháp 1965-1970
Khi xưa ta bé, Em đẹp nhất đêm nay, Những nụ tình xanh, Viễn du tưởng tượng, Cuộc phiêu lưu, Trong nắng trong gió, Nắng đã tắt, Tình yêu mùa đông, Chàng, Nàng, Chỉ cần một giọt lệ, Tiễn nơi phi trường, Gọi tên người yêu

### Nhạc Pop đầu 1970
Cuộc tình tàn, Dắt nhau lên núi, Người đẹp, Còn đâu bạn vui, Xa em rồi, Cơn đau tình ái, Tình cho không, Tay trong tay, Ngày tân hôn, Ngày cưới em, Đừng phá vỡ ân tình, Căn nhà xinh, Tango xanh, Hoa tím ngời, Yêu người mãi mãi, Chút hờn ghen, Cánh buồm xưa, Bông hồng Trung Quốc

### Nhạc Disco, New Wave
Leo lên xe này, Hỡi hỡi cô bé, Cô kia, Hận tình trong mưa, Twist nữa đi nào, Niềm vui của lứa đôi, Tân hôn kỷ niệm, Kiếp hoa bướm, Cầu cứu tình yêu, Thưa ba, Tình muộn, Tình đã len vào trái tim, Sau ngày cuối tuần, Thứ hai chán chường, Như ốc biển, Tìm kiếm người yêu, Nhốt trái tim, ôi cây đàn, Nhẩy điệu Raggae, Qua đi từng ngày, Mưa và nước mắt, Chúng ta ngày đó, Hoài niệm, Giã từ người yêu, Mong chàng đừng đi, Anh soi sáng đời em, Em, Nhưng tim thì vẫn trong ta

### Nhạc khiêu vũ
Ngày nào, Paris âu yếm Paris, Nhớ lúc yêu nhau, Anh vẫn không đổi thay, Lại gần, Bên em, Chỉ có thế thôi, Người lìa xa, Người mà ra đi, Tuổi ba mươi ba, Hello, Mắt nâu đen, Hãy cố nhìn coi, Vỗ tay nào, Trong đêm, Giữa hai người tình, Tuổi đôi mươi, Người tinh cầu, Tình thiêng liêng, Yêu ta êm đềm

### Nhục tình ca
Em-Ma-Nuen, Nơi trần thế, Biết yêu đương, Tình vẫn trói ta, Tình giang hồ, Cho cuộc tình tàn, Còn gì để lại không, Anh và em, Cõi tình, Tình đến rồi đi, Gìn giữ tình anh, Khói mờ mắt người yêu, Giữa hai người tình, Dứt tình, Khóc dòng sông ấy, Đừng nói đã quên, Nàng đã ra đi, Anh và tôi

### Nhạc Nhật
Nắng xuân, Dòng sông quê cũ, Ru em qua đời, Tuổi xưa quê nhà, Người đi trong đêm, Người tình bên gối, Vĩnh biệt tình ta, Em như khăn hồng, Tôi yêu người hoài, Có bao giờ, Đời là ấm áp, Ngày ta còn bé, Đi trong mùa thu, Tình yêu đó, Nhớ thương mùa thu, Dòng sông tình ái, Giờ biệt ly, Thần ái tình, Sao đành quên nhau, Cô em nào kia, Nhớ ta thì về, Bơ vơ, Cơn mưa tình, Một trời cô đơn, Tiếng diều cao, Rong ruổi đường tình

### Nhạc quốc tế 1980
Bơ vơ, Mất người yêu, Người từ đâu tới, Nhớ không, Cô em người Đức, Nắng thu, Về nơi đất hứa, Đường về đất thánh, Người ca nhi, Tình nghèo, Tình là bóng ma, Tình đã tàn rồi, Tình là hung ác, Tình điên, Tuyết rơi, Tiếng cười trong đêm, Yêu nhau, Đã lâu quá rồi, Yêu em rồi, Nhớ anh mà thôi
Mối tình oan khiên, Không có em trên đời, Hãy tới bên anh, Đã yêu rồi hiểu chưa, Này em, Còn yêu nhau, Bãi cát yêu đương, Lữ khách trong mưa, Những ai âm thầm, Khi ai lìa xa ta, Đưa em về quê hương, thư gửi mẹ, Đại khúc tình yêu, Hạnh phúc đầu ngày, Nàng hồng hoa, Nói năng chi, Nô lệ ái tình, Nguyệt cầm tê tái, Cuộc tình đẹp nhất, Dấu vết thời gian, Người ru tình ta, Lá xanh mùa hè, Trái tim dễ vỡ, Sống trong mơ mộng

### Những năm đầu 1990
Biển khơi tình yêu, Tình ca bất tận, Lại đây với em, Khóc cùng mưa, Bướm ma, Ta như tro bụi, Xanh như cánh đồng, Anh sẽ về, Chiều buồn, Trở về với em, Tình như lá rụng, Làm sao có em, Làm sao có anh, Cô em trong mơ, Điệu múa điên, Đừng dối gian, Tình ta, Người tình nơi nao, Tình như giấc mộng, Bước chân người tình

### Những năm cuối 1990
Trái tim còn trinh, Người làm sáng tươi đời ta, Về đảo vắng, Dứt tình, Đi tìm tình yêu, Cuộc tình thế thôi, Cô đơn, Tình xưa nghĩa cũ, Tóc chị Hoài, Trái tim sắt đá, Người tình kiếp xưa, Nỗi sầu xa xứ, Mộng đẹp, Con chim non, Về quê xưa, Bọt nước chung tình, Bản Tango đầu, Bản Tango cuối, Xa cõi thiên đàng, Tình mãi ngu ngơ, Căn phòng xanh, Có thấy không em, Mặt trời tình yêu, Em đến rồi đi, Một chiều đông, Hồn ma tình cũ, Tìm nhau, Người tình đã tới, Dắt nhau lên đồi, Mộng huyền, Tình nồng đắm say, Valentine, Người tình bên nhau, Nước mắt khô, Hạnh phúc tình đôi